# Gadna
Gadna is een plaats (község) en gemeente in het Hongaarse comitaat Borsod-Abaúj-Zemplén. Gadna telt 263 inwoners (2001).